# Just a Gigolo (film)
Just a Gigolo (originaltitel: Schöner Gigolo, armer Gigolo) är en västtysk dramafilm från 1978 i regi av David Hemmings, med David Bowie i huvudrollen.

## Medverkande
- David Bowie – Paul Ambrosius von Przygodski
- Sydne Rome – Cilly
- Kim Novak – Helga von Kaiserling
- David Hemmings – Captain Hermann Kraft
- Maria Schell – Frau von Przygodski
- Curd Jürgens – Prince
- Marlene Dietrich – Baroness von Semering
- Erika Pluhar – Eva
- Hilde Weissner – Aunt Hilda
- Werner Pochath – Otto
- Rudolf Schündler – Oberst Gustav von Przygodski
- Evelyn Künneke – Frau Aeckerle

## Musik
Artister som medverkar på soundtrackalbumet:
- David Bowie (Revolutionary song - Bowie, Fishman)
- Marlene Dietrich
- The Pasadena Roof Orchestra
- The Manhattan Transfer
- The Gunter Ficher Orchestra
- Sydne Rome
- The Ragtimers
- The Barnabas Orchestra
- Village People